# イェーセイヤー
イェーセイヤー（Yeasayer） は、アメリカ合衆国ニューヨーク、ブルックリン出身のエクスペリメンタル・ロックバンドである。

## 概要
2007年、ボルチモアのインディ・レーベルであるMonitor Records傘下のWe Are Freeからリリースしたデビュー作『All Hour Cymbals』で海外メディアを中心に話題になる。同郷のMGMTとのツアーやベックのツアー・サポート、グラストンベリー・フェスティバル（2008年）、レディング・フェスティバル（2008年）、ボナルー・フェスティバル（2009年）などへの出演を経てキャリアを積む。また2009年には、AIDS撲滅のために音楽を通じて貢献しようと始まったRed Hot Compilationシリーズの20周年記念アルバム『Dark Was the Night』に「Tightrope」で参加している。
バンドは北米ではシークレットリー・カナディアン (Secretly Canadian)と、それ以外の全世界でミュート・レコードと契約し、2010年にセカンド・アルバム『オッド・ブラッド』をリリースした。同年夏のフジロック・フェスティバルへの出演が初来日公演となった。
2012年、サード・アルバム『フレグラント・ワールド』をリリース。
2016年、アルバム『アーメン&グッドバイ』をリリース。
2019年、アルバム『リランズ』をリリース。
2019年12月19日、ソーシャルメディアを通じてバンドが解散したことを発表した。

## メンバー
- クリス・キーティング (Chris Keating) - ボーカル、キーボード
- アナンド・ワイルダー (Anand Wilder) - ギター、ボーカル、キーボード
- アイラ・ウルフ・トゥートン (Ira Wolf Tuton) - ベース、ボーカル

## ディスコグラフィ

### スタジオ・アルバム
- All Hour Cymbals (2007年、We Are Free)
- 『オッド・ブラッド』 - Odd Blood (2010年、Secretly Canadian) ※全米63位、全英64位
- 『フレグラント・ワールド』 - Fragrant World (2012年、Secretly Canadian)
- 『アーメン&グッドバイ』 - Amen & Goodbye (2016年、Mute)
- 『リランズ』 - Erotic Reruns (2019年、Yeasayer)

### ライブ・アルバム
- Live at Ancienne Belgique, Recorded on October 28th, 2010 (2013年、Secretly Canadian)
- Good Evening Washington D.C., Live at 9:30 Club (2013年、Secretly Canadian)

### EP
- 2 Meter Session Live In Den Haag (2010年、We Are Free)
- I Remember (2011年) ※自主制作
- End Blood (2011年、We Are Free)
- Cold Night (2016年、Mute)

### シングル
- "Sunrise / 2080" (2007年)
- "Wait for the Summer" (2007年)
- "Ambling Alp" (2009年)
- "O.N.E." (2010年)
- "Madder Red" (2010年)
- "Henrietta" (2012年)
- "Longevity" (2012年)
- "Reagan's Skeleton" (2012年)
- "I Am Chemistry" (2016年)
- "Prophecy Gun" (2016年)
- "Silly Me" (2016年)
- "Gerson's Whistle" (2016年)
- "I'll Kiss You Tonight" (2019年)
- "Fluttering in the Floodlights" (2019年)
- "Let Me Listen in on You" (2019年)
- "Ecstatic Baby" (2019年)